# Ерко
Еркоа (фр. d'Erco корс. Ercu) — річка Корсики (Франція). Довжина 11,2 км, витік знаходиться на висоті 2 401 метрів над рівнем моря на схилах гори Монте-Чинто (2701 м). Впадає в річку Голо на висоті 691 метр над рівнем моря.
Протікає через комуни: Лоцці, Калакучча, Альбертачче, Корш'я і тече територією департаменту Верхня Корсика та кантоном Ньйолу-Омесса (Niolu-Omessa).
Дорога D84 перетинає Ерко трохи вище її гирла, але в іншому уздовж її течії немає доріг.